# Liste der Mitglieder der American Academy of Arts and Sciences/1944
Im Jahr 1944 wählte die American Academy of Arts and Sciences 40 Personen zu ihren Mitgliedern.

## Neu gewählte Mitglieder
- Amado Alonso (1896–1952)
- Isadore Amdur (1910–1970)
- Víctor Andrés Belaúnde (1883–1966)
- Adolf Augustus Berle (1895–1971)
- Douglass Vincent Brown (1904–1986)
- Daniel Cosío Villegas (1898–1976)
- William Bell Dinsmoor (1886–1973)
- Henry Grattan Doyle (1889–1964)
- Maxwell Finland (1902–1987)
- Raymond Blaine Fosdick (1883–1972)
- Carl Joachim Friedrich (1901–1984)
- Paul Rupert Gast (1897–1984)
- Walter Gropius (1883–1969)
- Ernest Martin Hopkins (1877–1964)
- Columbus O’Donnell Iselin (1904–1971)
- James Rhyne Killian (1904–1988)
- Ronold W. P. King (1905–2006)
- Clyde Kluckhohn (1905–1960)
- Eugene Markley Landis (1901–1987)
- Ambrose Lansing (1891–1959)
- Elias Avery Lowe (1879–1969)
- Saunders Mac Lane (1909–2005)
- William Malamud (1896–1982)
- Charles Rufus Morey (1877–1955)
- Ezequiel Ordóñez (1867–1950)
- Linus Pauling (1901–1994)
- Hugh Miller Raup (1901–1995)
- Beardsley Ruml (1894–1960)
- Albert Charles Smith (1906–1999)
- Harald Ulrik Sverdrup (1888–1957)
- George Widmer Thorn (1906–2004)
- La Rue Van Hook (1877–1953)
- Karl Viëtor (1892–1951)
- Arthur R. von Hippel (1898–2003)
- Richard von Mises (1883–1953)
- John von Neumann (1903–1957)
- Sarah Wambaugh (1882–1955)
- Charles Edward Wilson (1886–1972)
- Edgar Bright Wilson (1908–1992)
- Herbert E. Winlock (1884–1950)